# Liam Cooper
Liam David Ian Cooper, né le 30 août 1991 à Kingston upon Hull, est un footballeur international écossais qui évolue au poste de défenseur central.

## Biographie

### En club
Le 13 août 2014, il rejoint Leeds United. En janvier 2015, il est nommé capitaine du club après une blessure de Stephen Warnock.

### En sélection nationale
Cooper est retenu dans la liste des vingt-six joueurs écossais sélectionnés par Steve Clarke pour disputer l'Euro 2020.
En juin 2024, il fait partie de la liste des 26 joueurs convoqués par Steve Clarke pour disputer l'Euro 2024 .

## Palmarès

### En club
- Chesterfield
  - Champion d'Angleterre de D4 en 2014.
  - Finaliste du Football League Trophy en 2014.

- Leeds United
  - Champion d'Angleterre de D2 en 2020.

### Distinctions personnelles
- Membre de l'équipe type de D4 anglaise en 2014.
- Membre de l'équipe-type de D2 anglaise en 2019.
- Membre de l'équipe type de D2 anglaise en 2020.